# 塞弗姆盧克國家公園
塞弗姆盧克國家公園 是巴基斯坦的一處國家公園，位於北方开伯尔－普赫图赫瓦省的曼瑟拉县。成立于2003年的塞弗姆盧克國家公園是巴基斯坦著名的旅游景点之一，其中 位于公园里的塞弗姆盧克湖是园内最主要的热点。
國家公園拥有丰富的生物多樣性，园内的动物有亞洲黑熊、暗腹雪鸡、雪豹、歐亞猞猁和多种植物等。